# Prisca (kejsarinna)
 Prisca, född okänt år, död 315, var en romersk kejsarinna och helgon, gift med kejsar Diocletianus.
Hennes ursprung är okänt. Prisca var antingen kristen eller sympatiserade med de kristna men var ändå tvungen att delta i kejsarkulten under förföljelserna av de kristna år 303. 
Då Diocletianus retirerade till Spalatum 305, stannade Prisca kvar med sin dotter Galeria Valeria och svärson kejsar Galerius i Thessalonica. Då hennes svärson Galerius avled 311 överlät omhändertagandet av Prisca och dottern Valeria till kejsar Licinius, men de flydde i stället till Maximinus Daia, som fängslade Valeria i Syrien sedan hon avböjde hans frieri. Efter Maximinus Daias död avrättades Prisca och hennes dotter av Licinius.